# Milk River

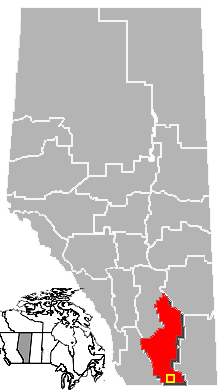
Localização de Milk River em Alberta.

Milk River é um município canadense da província de Alberta. Sua população, em 2001, era de 879 habitantes. localiza-se no sul da província, próximo à fronteira com o estado de Montana nos Estados Unidos.